# Blecaute no Centro-Sul do Brasil em 1984

Avenida Paulista iluminada apenas pelos faróis dos carros e pela luz no alto da Torre Cásper Líbero.
Foto: Rogério Montenegro/Veja.

Um grande blecaute atingiu 12 milhões de pessoas em seis estados da região Centro-Sul do Brasil no final da tarde de quarta-feira, 18 de abril de 1984, estendendo-se pela noite. Foi o primeiro grande apagão nacional após a interligação da rede Sul-Sudeste e o maior do país até ser superado, no ano seguinte, pelo blecaute de 1985.

## O blecaute
O início do blecaute se deu às 16h43min, após um defeito na subestação de Jaguara, em Minas Gerais. A subestação de propriedade da Cemig recebia energia da Usina Hidrelétrica de Jaguara e de outras usinas de grande porte localizadas no rio Paranaíba. A Cemig negou que o problema tenha sido causado pela Usina de Jaguara. Além de Minas Gerais, foram atingidos os estados de São Paulo, Rio de Janeiro, Espírito Santo e parte de Mato Grosso do Sul e Goiás.

### Transtornos às cidades
São Paulo

Incêndio na Estação Júlio Prestes, em São Paulo, foi controlado por três carros do Corpo de Bombeiros.
Foto: José Carlos Brasil/JB.

Os incidentes mais graves ocorreram em São Paulo. Atos de vandalismo foram registrados em estações de trem da cidade. Na Estação Júlio Prestes, cerca de três mil usuários do sistema de trens invadiram o local, atirando pedras. Lojas foram saqueadas e diversos pontos da estação foram incendiados. O tumulto terminou às 20h20min, quando foi anunciada a partida dos trens. Cenário semelhante ocorreu na Estação Roosevelt, onde sete pessoas foram baleadas, seis apedrejadas ou pisoteadas e uma gestante abortou.
A situação foi mais tranquila no metrô de São Paulo, ainda que também tenha sido paralisado. As 30 mil pessoas que estavam no interior dos 47 trens em circulação no momento da queda de energia foram satisfatoriamente atendidas. Para compensar a falta do metrô, a CMTC mobilizou toda a sua frota de ônibus, que aumentou de 2.019 para 2.700 veículos em circulação. Em alguns deles, motoristas foram obrigados a pedir escolta policial pelo motivo de que alguns passageiros aproveitaram da situação para saltar as catracas e viajar de graça.
Rio de Janeiro
O setor dos transportes foi o mais afetado pelo blecaute no Rio de Janeiro. O apagão, que chegou a durar mais de duas horas em alguns bairros, paralisou os trens do metrô e da RFFSA, o que prejudicou a movimentação de cerca de 800 mil pessoas no final da tarde.
O Corpo de Bombeiros registrou 80 ligações de pessoas presas em elevadores. A Polícia Militar mobilizou 2 mil soldados para controlar a situação do trânsito em vários bairros. Na estação Central do Brasil, dois choques da Polícia Militar foram chamados para evitar tumultos. A energia voltou às 18h40min no local. Não houve problemas quanto à circulação de aviões nos aeroportos Santos Dumont e Galeão, mas o serviço de atendimento ficou prejudicado.
Outros estados
Em Minas Gerais, a capital Belo Horizonte teve seu fornecimento de energia elétrica prejudicado por 28 segundos. Segundo a Cemig, o pique prejudicou outras regiões do estado, como o Norte de Minas, onde a luz demorou para ser restabelecida. Em Goiás, não houve alteração no fornecimento de energia para a capital Goiânia, mas faltou luz entre 16h44min e 16h57min no sudoeste do estado. A área ao norte de Barro Alto sofreu queda de energia elétrica por cinco minutos.